# Михаил I (Влахия)
Михаил I (на среднобългарски:† Іѡаиь Михаил) е владетел на Влашко от 1418 до 1420 г. Той е син на Мирчо Стари и Мария Толмай, наричана още Мара. Представител е на династията Басараба-Дракулещи. По линия на баща си е внук на войводата Раду I (1375-1380) и втората му съпруга Калиникия и правнук на войводата Никола Александър Басараб (1352-1364). Той е племенник на Дан I и братовчед на Дан II. 

## Управление
Михаил I управлява съвместно с баща си още от 1415 г., а след неговата смърт през 1418 г. става самостоятелен владетел.Подкрепата, която оказва Михаил на Унгарското кралство срещу османците през 1419 г. разгневява султан Мехмед I и е причина за нахлуването на османските войски във Влашко. Мехмед I превзема няколко крепости, сред които Гюргево, и задължава Михаил да му изплати неиздължения ежегоден данък за трите предходни години. Също така влашкият войвода е принуден да изпрати като заложници в Константинопол двамата си сина Михаил и Раду. След като Михаил I не успява да събере цялата необходима сума, за да спази този договор, султанът подпомага през 1420 г. с военен контингент неговия братовчед и съперник за трона Дан II. Михаил I загива на бойното поле.